# آنتوان کوانتن فوکیه تنویل
آنتوان کوانتین فوکیه تنویل (فرانسوی: Antoine Quentin Fouquier-Tinville‎; متولد ۱۷۴۶) دادستان دادگاه انقلاب فرانسه در دوران مشهور به ترور یا وحشت (۱۷۹۳ الی ۱۷۹۴).
در شرح او گفته‌اند شخصی تنومند با رنگ پریده و چشمانی ریز و نافذ بوده و موی انبوه و سیاهی داشته چانه برجسته و آبله رو بود و خونسردی و قساوت وی شهره بود و او را ملک الموت فرانسه می‌شناختند در زمان وی حتی افراد مشهور انقلاب مانند کامیل دمولن و ژرژ دانتون هم در امان نبودند و علی‌رغم دفاع جانانه‌ای که بویژه دانتون در دفاع از خود در دادگاه نمود اما توسط فوکیه تنویل به دستگاه گیوتین سپرده شد در سال ۱۷۹۵ بعد از واقعه مشهور به کودتای ترمیدوری بساط حکومت روبسپیر جمع شد و فوکیه تنویل هم به دادگاه سپرده شد و پس از محکومیت، توسط گیوتین سر از تنش جدا شد.